# Tillandsia geissei
Tillandsia geissei là một loài thuộc chi Tillandsia. Đây là loài đặc hữu của Chile.